# Henicospora queenslandica
Henicospora queenslandica är en svampart som beskrevs av Matsush. 1989. Henicospora queenslandica ingår i släktet Henicospora, divisionen sporsäcksvampar och riket svampar.   Inga underarter finns listade i Catalogue of Life.